# RBG 最強の85才
『RBG 最強の85才』（RBG）は、ジュリー・コーエンとベッツィ・ウェスト監督・製作による2018年のアメリカ合衆国のドキュメンタリー映画である。合衆国最高裁判所陪審判事であるルース・ベイダー・ギンズバーグの人生と経歴に焦点が当てられている。2018年サンダンス映画祭でプレミア上映された後、2018年5月4日より一般公開された。ナショナル・ボード・オブ・レビュー賞のドキュメンタリー映画賞を獲得したほか、第91回アカデミー賞長編ドキュメンタリー映画賞にもノミネートされた。
日本でも公開されたほか、NHKがBS1「BS世界のドキュメンタリー」で放送した（カットのある45分枠、前／後編。字幕・ボイスオーバー混成。ギンズバーグのボイスオーバーは鈴木れい子が務めた。）。

## 内容
『RBG 最強の85才』は、アメリカ合衆国最高裁判所の判事であるルース・ベイダー・ギンズバーグの数十年にわたる経歴と、ポップカルチャーアイコンとなる一方で、いかに彼女が法律上の偉業を達成したかの記録である。この映画は、ギンズバーグがニューヨークのブルックリンで誕生し、大学で教育を受け、その後法律学の教員となり、ジミー・カーター大統領により連邦控訴裁判所の判事に任命され、最終的にビル・クリントン大統領により最高裁判所の判事に任命された経歴を伝記風に描いている。
ルース・ベイダーは、ブルックリンでユダヤ系アメリカ人家族の二世として生まれた。彼女はコーネル大学で学士号を取得し、夫であるマーティン・ギンズバーグと出会った。結婚は彼が死去する2010年まで続いた。ルースはハーバード大学ロースクールに入学し、マーティンがニューヨークの税務専門弁護士として輝かしいキャリアを開始したことに伴い、コロンビア大学ロースクールに編入した。コロンビア大学を卒業後、ルースはラトガース大学ロースクールとコロンビア大学ロースクールで法律学の教員となった。
ルース・ベイダー・ギンズバーグは、アメリカ合衆国最高裁判所で、性差別に関する6つの訴訟のうち5つに勝利した。彼女は性別に基づくバイアスに立ち向かう男性と女性のどちらも弁護した。彼女が代理人となった原告の中には、アメリカ空軍で住宅給付金の差別に直面した女性であるシャロン・フロンティエロや、通常はシングルマザーのみに支払われる社会保障の利益を受けられなかった一人親の男性がいる。ギンズバーグがこれらの訴訟を弁護したのは1970年代だった。アメリカ社会で性差別が横行し、最高裁判所の判事が全員男性で、女性に対するバイアスの訴えに対しほとんどの場合で懐疑的だった時代である。
ジミー・カーター大統領により指名された後、ギンズバーグは1980年6月18日にコロンビア特別区巡回区連邦控訴裁判所判事として承認された。彼女の連邦控訴裁判所勤務は1993年8月9日で終了し、1993年8月10日に最高裁判所判事として宣誓就任し、その時、女性として史上２番目に任命された最高裁判事となった。上院の指名承認公聴会で中絶と差別についての質問に率直に回答した後、ギンズバーグは96対3の投票で承認された。クリントン大統領は、現在はもちろん、1980年代の党派政治的環境を考慮すると驚異的だったと言及する。
映画には、女性の権利にフォーカスしたギンズバーグの先駆的な経歴に関する、フェミニストのアイコンであるグロリア・スタイネムやNPRのニーナ・トーテンベルクのインタビューが含まれる。最高裁判所に持ち込まれた画期的な訴訟のうち、それまで男子限定だったバージニア軍事大学(VMI)に女子の士官候補生の入学を許可した1996年の判決について詳細に論じられる。数名の女性の VMI卒業生が、彼女たち個人にとって、そして女性の権利を得るというより大きな闘争において、その判決がなぜ重要だったのかを説明する。
映画はまた、シャナ・クニーズニクとイリン・カーモンの共著『ノトーリアスRBG：ルース・ベイダー・ギンズバーグの人生と時代』(Notorious RBG: The Life and Times of Ruth Bader Ginsburg)の出版に端を発する、ギンズバーグのポップカルチャーアイコンとしてのステータスも記録する。クニーズニクとカーモンは「ノトーリアス・R.B.G」(Notorious R.B.G.)のTumblrも開始し、多数の支持者を得、Tシャツやマグカップといったグッズを生み出した。ニックネームはラップアーティストであるノトーリアス・B.I.G.の敬称「ノトーリアス」から着想を得たものである。ギンズバーグはニックネームを喜んで受け入れ、彼女とラッパーには共通点が多く、二人ともブルックリン生まれであると述べる。
ギンズバーグの孫娘はハーバード大学ロースクールの卒業生で、映画に登場している。彼女は同期の男女比が半々だったことに言及する。ルースがハーバード大学ロースクールに入学したとき、彼女は合計約560人の同期における女子学生9人のうちの1人であった。
映画は、マーティン・ギンズバーグの社交的な人柄と、ルースのよりストイックな性格を対比させる。ルースの子供たちは、彼らの母は素晴らしい法律家であるが、ひどい料理人だと述べる。マーティンは、法律問題への意見を妻に述べることを彼が控えたことと、子供たちから料理の才能がないと苦情を受けてから彼女が料理を控えたことを話す。
映画は、ギンズバーグの遊び心のある面も見せる。彼女は超保守派の判事アントニン・スカリアと陽気な冗談を戦わせる一方で、彼らのオペラへの愛は数少ない共通点の一つであると認める。彼女はまた、2016年のオペラ『連隊の娘』にカメオ出演したことがある。
数人のコメンテーターが、大統領選の間トランプに対しギンズバーグが述べた中傷的な発言を批判し、その発言により彼女は最高裁判所におけるトランプ政権がらみの事件へのバイアスを主張されやすくなったと述べる。（ギンズバーグは発言を謝罪し、上院議員オリン・ハッチは、非常に優れた法学者がたまに間違えても良いだろうという意見を述べた。）映画は、ギンズバーグの任期中、最高裁判所が右派と左派に揺れ動いたことを述べている。裁判所が保守派の方向に傾くにつれ、多数意見へのギンズバーグの反対意見は、より頻繁で強力になっている。
80歳代で、大腸と膵臓のがんを克服したにもかかわらず、ギンズバーグはたゆまず夜遅くまで働き、数時間の睡眠しか取らない。彼女はまた、パーソナルトレーナーと運動する姿を見せている。最高裁判所にいつまで残るつもりかとの質問に、ギンズバーグは、彼女の前に置かれた訴訟を、法律を業としてきた一生涯の経験において全力で誠実に処理できる限りは留まるだろうと返答する。
ジェニファー・ハドソンが歌う、ダイアン・ウォーレン作曲・作詞のオリジナル曲「I'll fight」がエンドクレジットで流れる。

## 製作
監督のジュリー・コーエンとベッツィ・ウェストは以前からギンズバーグに関わるプロジェクトに従事しており、2015年に彼女だけに焦点を当てたドキュメンタリーの製作を決めた。2016年に2人はシカゴやワシントンD.C.で会議やスピーチを行うギンズバーグを追跡し、また2017年には対面インタビューを実施した。

## 評価

### 興行収入
アメリカ合衆国では2018年5月4日より限定公開が始まり、初週末は34劇場で57万7153ドル、1劇場あたり1万6975ドルを売り上げた。第2週末は179劇場に拡大され、120万ドルを売り上げてランキング10位となった。第3週末は375劇場で上映され、130万ドルを売り上げて12位、さらに第4週末は110万ドルで10位となった。2018年に最も売れたインディペンデント映画の1つである。

### 批評家の反応
レビュー・アグリゲーターサイトのRotten Tomatoesでは136件のレビューで支持率は94%、平均点は7.4/10となった。Metacriticでは29件のレビューに基づいて加重平均値は72/100となった。

### 受賞とノミネート
| 賞                                                 | 授賞式         | 部門                       | 候補                                   | 結果       | 参照          |
| -------------------------------------------------- | -------------- | -------------------------- | -------------------------------------- | ---------- | ------------- |
| ドキュメンタリー批評家協会賞                       | 2018年11月10日 | ドキュメンタリー賞         | 『RBG 最強の85才』                     | ノミネート | [ 12 ]        |
| ドキュメンタリー批評家協会賞                       | 2018年11月10日 | 政治ドキュメンタリー賞     | 『RBG 最強の85才』                     | 受賞       | [ 12 ]        |
| ドキュメンタリー批評家協会賞                       | 2018年11月10日 | リビング・サブジェクト賞   | ルース・ベイダー・ギンズバーグ         | 受賞       | [ 12 ]        |
| ハリウッド・ミュージック・イン・メディア・アワード | 2018年11月14日 | ドキュメンタリー作曲賞     | ミリアム・カトラー                     | ノミネート | [ 13 ]        |
| ハリウッド・ミュージック・イン・メディア・アワード | 2018年11月14日 | ドキュメンタリー主題歌賞   | ダイアン・ウォーレン                   | 受賞       | [ 13 ]        |
| ナショナル・ボード・オブ・レビュー                 | 2019年1月8日   | ドキュメンタリー映画賞     | 『RBG 最強の85才』                     | 受賞       | [ 14 ]        |
| シネマ・アイ・オナーズ                             | 2019年1月10日  | 観客賞                     | 『RBG 最強の85才』                     | ノミネート | [ 15 ]        |
| 全米製作者組合賞                                   | 2019年1月19日  | 劇場ドキュメンタリー映画賞 | ベッツィ・ウェスト、ジュリー・コーエン | ノミネート | [ 16 ]        |
| 全米監督協会賞                                     | 2019年2月2日   | ドキュメンタリー監督賞     | ベッツィ・ウェスト、ジュリー・コーエン | ノミネート | [ 17 ]        |
| 英国アカデミー賞                                   | 2019年2月10日  | ドキュメンタリー賞         | ベッツィ・ウェスト、ジュリー・コーエン | ノミネート | [ 18 ] [ 19 ] |
| サテライト賞                                       | 2019年2月17日  | ドキュメンタリー映画賞     | 『RBG 最強の85才』                     | ノミネート | [ 20 ]        |
| アカデミー賞                                       | 2019年2月24日  | 長編ドキュメンタリー映画賞 | ベッツィ・ウェスト、ジュリー・コーエン | ノミネート | [ 21 ]        |
| アカデミー賞                                       | 2019年2月24日  | 歌曲賞                     | ダイアン・ウォーレン                   | ノミネート | [ 21 ]        |
| シネマ・フォー・ピース                             | 2019年2月11日  | 女性エンパワーメント映画賞 | ベッツィ・ウェスト、ジュリー・コーエン | 受賞       | [ 22 ]        |